# Apobemisia kuwanai
Apobemisia kuwanai là một loài côn trùng cánh nửa trong họ Aleyrodidae, phân họ Aleyrodinae.
Apobemisia kuwanai được Takahashi miêu tả khoa học đầu tiên năm 1934.